# Comunele Coastei de Fildeș
Comunele reprezintă cel de-al treilea nivel al organizării administrative a Coastei de Fildeș.

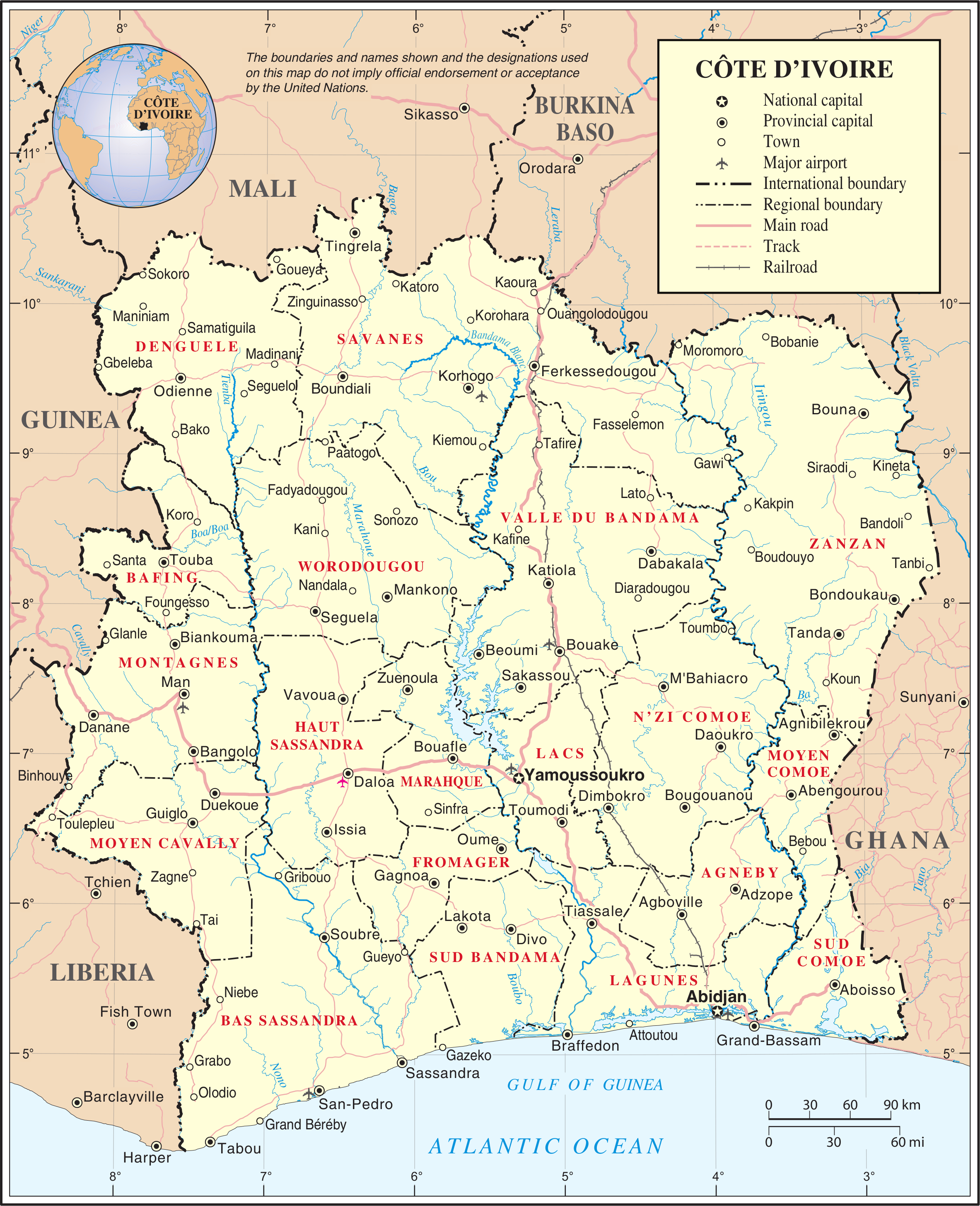
Harta administrativă a Coastei de Fildeș

## Lista comunelor

### A
- Abengourou
- Abié
- Abigui
- Abobo
- Aboisso
- Aboisso-Comoé
- Abolikro
- Abongoua
- Abongoua
- Aboudé
- Abraco
- Abradinou
- Abronamoué
- Aby (Aboisso)
- Aby-Adjouan-Mohoua
- Adaou
- Addah
- Adessé
- Adiaké
- Adjamé
- Adjaméné
- Adjouan
- Adouakouakro
- Adoukro
- Adzopé
- Affalikro
- Afféry
- Affiénou
- Afotobo
- Agbaou-Ahéoua
- Agboville
- Agnia
- Agnibilékrou
- Agou
- Ahigbé-Koffikro
- Ahouabo-Bouapé
- Ahouakro
- Ahouanou
- Ahougnanssou
- Ahougnassou-Alahou
- Akoboissué
- Akounougbé
- Akoupé
- Akoupé-Zeudji
- Akouré
- Akradio
- Akridou-Laddé
- Alépé
- Allangouassou
- Allosso 2
- Amanvi
- Amélékia
- Amian Kouassikro
- Amoriakro
- Ananda (Daoukro)
- Ananguié (Agboville) (departamentul Agboville)
- Ananguié (Adzopé) (departamentul Adzopé)
- Ancien Prozi, (sous-préfecture de Séitifla)
- Andé
- Ando-Kékrénou
- Angoda
- Anianou
- Aniassué
- Annépé
- Anno (Agboville)
- Anoumaba
- Anyama
- Appimandoum
- Appoisso
- Appouasso
- Apprompron-Afêwa
- Apprompronou
- Arikokaha
- Arokpa
- Arrah
- Assahara
- Assalé-Kouassikro
- Assandrè
- Assié-Koumassi
- Assikoi
- Assinie-Mafia
- Assuéfry
- Attecoubé
- Attiégouakro
- Attiékoi
- Attiguéhi
- Attinguié
- Attobrou
- Attokro
- Attoutou A
- Ayamé
- Ayaou-Sran
- Ayénouan
- Azaguié

### B
- Babakro
- Bacanda
- Bacon
- Badikaha
- Bagohouo
- Bakandesso-Sogbeni
- Bakanou
- Bako
- Bakoubli
- Baléko
- Bambalouma
- Bamoro
- Bandakagni Tomora
- Bandakagni-Sokoura
- Bandiahi
- Bangolo
- Bangoua
- Banneu
- Bannonfla
- Bassawa
- Baya (Kouto)
- Bayota
- Bazra-Nattis
- Bazré
- Bécédi Brignan
- Bécouéfin
- Bédiala
- Bédy-Goazon
- Bégbessou
- Belleville (departamentul Zoukougbeu)
- Bengassou
- Béoué-Zibiao
- Béoumi
- Béréni Dialla
- Bériaboukro
- Bettié
- Biakalé
- Biankouma
- Bianouan
- Biasso
- Biéby
- Bilimono
- Bin-Houyé
- Binao-Boussoué
- Bingerville
- Binzra
- Bla
- Blanfla
- Blapleu
- Bléniméouin
- Blességué
- Bloléquin
- Blotilé
- Boahia
- Bobi
- Bobo-Tiénigbé
- Bocanda
- Bodo (Didiévi) (departamentul Didiévi)
- Bodo (Tiassalé) (departamentul Tiassalé)
- Bodokro
- Bogofa
- Bogouiné
- Boguédia
- Bohobli
- Bokala-Niampondougou
- Boli
- Bolona
- Bonahouin
- Bondo
- Bondoukou
- Bongo (Grand-Bassam)
- Bongouanou
- Bonguéra
- Boniérédougou
- Bonikro
- Bonon
- Bonoua
- Bonoufla
- Booko
- Boron (Korhogo)
- Borotou
- Borotou-Koro
- Botindé
- Botro
- Bouadikro
- Bouaflé
- Bouandougou
- Bouboury
- Boudépé
- Bougou
- Bougousso
- Bouko
- Bouna
- Boundiali
- Boyaokro
- Bozi
- Bricolo
- Brihiri
- Brima
- Brobo
- Brofodoumé
- Broma
- Brou Ahoussoukro
- Brou Akpaoussou
- Broubrou
- Broudoukou-Penda
- Buyo, Coasta de Fildeș

### C
- Céchi
- Chiépo
- Cocody
- Cosrou

### D
- Dabadougou-Mafélé
- Dabakala
- Dabou
- Dabouyo
- Dadiassé
- Dagba
- Dah-Zagna
- Dahiépa-Kéhi
- Dahiri
- Dairo-Didizo
- Dakouritrohoin
- Dakpadou
- Daleu
- Damé
- Danané
- Dananon
- Dandougou
- Danguira
- Dania
- Danoa
- Dantogo
- Daoukro
- Dapéoua
- Dapo-Iboké
- Dassioko
- Dassoungboho
- Débété
- Dèdègbeu
- Détroya
- Diabo
- Diahouin
- Dialakoro
- Diamakani
- Diamarakro
- Diamba
- Diangobo (Abengourou) (departamentul Abengourou)
- Diangobo (Yakassé-Attobrou) (departamentul Yakassé-Attobrou)
- Diangokro
- Dianra
- Dianra-Village
- Diarabana
- Diasson
- Diawala
- Dibobly
- Diboké
- Dibri-Assirikro
- Didiévi
- Didoko
- Diégonéfla
- Diéméressédougou
- Diéouzon
- Diéviéssou
- Digbapia
- Dignago
- Dikodougou
- Dimandougou
- Dimbokro
- Dinaoudi
- Dingbi
- Dioman
- Dioulatièdougou
- Diourouzon
- Divo
- Djamadjoké
- Djapadji
- Djébonouan
- Djékanou
- Djibrosso
- Djidji
- Djoro-Djoro
- Djouroutou
- Doba, Coasta de Fildeș
- Dobré
- Dogbo
- Doh (Touba)
- Doké
- Domangbeu
- Doropo
- Douèlé
- Dougroupalégnoa
- Doukouya
- Doukouyo
- Dousséba
- Dribouo
- Dualla
- Duékoué
- Duffrébo
- Duonfla
- Dzeudji

### E
- Ebikro-N’dakro
- Ebilassokro
- Ebonou
- Eboué (Aboisso)
- Ehuasso
- Ellibou-Badasso
- Eloka
- Ettrokro
- Etuéboué
- Etuessika

### F
- Facobly
- Fadiadougou
- Famienkro
- Fapaha-M’binguébougou
- Faraba (Mankono)
- Fengolo
- Férémandougou
- Férentéla
- Ferkessédougou
- Finessiguédougou
- Fizanlouma
- Flakièdougou
- Foto-Kouamékro
- Foumbolo
- Foungbesso
- Frambo
- Fresco
- Fronan

### G
- Gabia (Issia) (departamentul Issia)
- Gabia (Oumé) (departamentul Oumé)
- Gabiadji
- Gadago
- Gagnoa
- Gagny, Coasta de Fildeș
- Galébou
- Ganaoni
- Ganhoué
- Ganleu
- Gaoté
- Gbablasso
- Gbadjié
- Gbagbam
- Gbamélédougo
- Gbangbégouiné
- Gbangbégouiné-Yati
- Gbapleu
- Gbatongouin
- Gbazoa
- Gbèkèkro
- Gbéléban
- Gbétogo
- Gbliglo
- Gbofesso-Sama
- Gbogolo
- Gboguhé
- Gbon
- Gbon-Houyé
- Gbongaha
- Gbonné
- Glangleu
- Gligbeuadji
- Gloplou
- Gnagbodougnoa
- Gnagboya
- Gnago
- Gnakouboué
- Gnamanou
- Gnato
- Gnégrouboué
- Gnogboyo
- Godélilié 1
- Gogné
- Gogo, Coasta de Fildeș
- Gogoguhé
- Gohitafla
- Gohouo-Zagna
- Gomon
- Gonaté
- Gopoupleu
- Gotongouiné 1
- Gouané
- Goudi
- Goudouko
- Gouékan
- Gouenzou
- Gouiné
- Goulaleu
- Goulia
- Gouméré
- Gouotro
- Gourané
- Gra
- Grabo
- Gragba-Dagolilié
- Grand Alépé
- Grand-Bassam
- Grand-Béréby
- Grand-Lahou
- Grand-Morié
- Grand-Pin
- Grand-Yapo
- Grand-Zattry
- Grand-Akoudzin
- Grégbeu
- Grihiri
- Grobiakoko
- Grobonou-Dan
- Guéhiébly
- Guékpé
- Guénimanzo
- Guépahouo
- Guessabo
- Guessiguié
- Guéyo
- Guézon (Duékoué) (département de Duékoué)
- Guézon (Kouibly) (département de Kouibly)
- Guézon-Tahouaké
- Guiamapleu
- Guibéroua
- Guiembé
- Guiendé
- Guiglo
- Guiméyo
- Guinglo-Gbéan
- Guinglo-Tahouaké
- Guintéguéla
- Guitry

### H
- Hérébo
- Hermankono-Diès
- Hermankono-Garo
- Hiré
- Huafla

### I
- Iboguhé
- Iboké
- Idibouo-Zépréguhé (Daloa Est)
- Ipouagui
- Iriéfla
- Irobo
- Iroporia
- Issia

### J
- Jacqueville

### K
- Kaadé
- Kadéko
- Kadioha
- Kafoudougou-Bambarasso
- Kagbolodougou
- Kahin-Zarabaon
- Kakpi
- Kalaha
- Kalamon
- Kaloa
- Kamala
- Kamalo
- Kamoro
- Kanagonon
- Kanakono
- Kanawolo
- Kani
- Kaniasso
- Kanoroba
- Kanzra
- Kaouara
- Karakoro
- Kasséré
- Katchiré-Essékro
- Katiali
- Katimassou
- Katiola
- Kato (Séguéla)
- Katogo
- Kawolo-Sobara
- Ké-Bouébo
- Kébi
- Kéibla
- Kéibly
- Kétesso
- Kétro-Bassam
- Kibouo
- Kiélé
- Kiémou
- Kimbirila Nord
- Kimbirila Sud
- Klan
- Kodiossou
- Koffi-Amonkro
- Koffikro-Afféma
- Koko (Bouaké) (departamentul Bouaké)
- Koko (Korhogo) (departamentul Korhogo)
- Kokolopozo
- Kokomian
- Kokoumba
- Kokoun
- Kokumbo
- Kolia
- Kombolokoura
- Komborodougou
- Konan Kokorékro
- Konan-N’drikro
- Konandikro
- Kondiébouma
- Kondokro-Djassanou
- Kondossou
- Kondrobo
- Kong
- Kongasso
- Kongoti
- Koni
- Kononfla
- Koonan
- Koréahinou
- Koro, Coasta de Fildeș
- Korokaha
- Korokopla
- Koroumba
- Kossandji
- Kosséhoa
- Kossihouen
- Kossou
- Kotobi
- Kotogwanda
- Kotronou
- Koua
- Kouadioblékro
- Kouadiokro
- Kouafo-Akidom
- Kouakro
- Kouaméfla
- Kouan-Houlé
- Kouassi-Datèkro
- Kouassi Kouassikro
- Kouassi-N’Dawa
- Kouassia-Nanguni
- Kouatta
- Koudougou
- Kouétinfla
- Kouibly
- Koulalé
- Koulikoro (Biankouma)
- Koumassi
- Koumbala
- Koun-Fao
- Kounahiri
- Kounzié
- Kouto
- Koutouba
- Koyékro
- Koziayo 1
- Kpada
- Kpana-Kalo
- Kpanan
- Kpanpleu-Sin-Houyé
- Kpapékou
- Kpata
- Kpèbo
- Kpotè
- Kpouèbo
- Krégbé
- Kreuzoukoué
- Krindjabo
- Krofoinsou

### L
- Labokro
- Lafokpokaha
- Lahou Kpandah
- Lahouda
- Lakota
- Lamékaha (Ferkessédougou) (departamentul Ferkessédougou)
- Lamékaha (Korhogo) (departamentul Korhogo)
- Landiougou
- Languibonou
- Laoudi-Ba
- Larabia
- Lataha
- Lauzoua
- Léléblé
- Lengbrè
- Lessiri
- Ligrohoin
- Liliy
- Lissolo-Sobara
- Lobakuya
- Lobogba
- Logbonou
- Logoualé
- Logroan (Daloa Sud)
- Lolobo (Béoumi) (departamentul Béoumi)
- Lolobo (Yamoussoukro) (departamentul Yamoussoukro)
- Lomokankro
- Lopou
- Loukou-Yaokro
- Loviguié
- Luénoufla

### M
- M’bahiakro
- M’batto
- M’bengué
- M’bonoua
- M’Borla-Dioulasso
- M’brou
- M’possa
- Mabéhiri 1
- Mabouo
- Madinani
- Maféré
- Maguéhio
- Mahalé
- Mahandiana Soukourani
- Mahandougou
- Mahapleu
- Mahino
- Makey-Liboli
- Mamini
- Maminigui
- Man
- Manabri
- Mandougou
- Manfla
- Mangouin-Yrongouin
- Mankono
- Manzanouan
- Marabadiassa
- Marandallah
- Marcory
- Massadougou
- Massala (Séguéla)
- Massala-Barala
- Mayo
- Méagui
- Médon
- Mékro
- Memni
- Ménéké
- Méo
- Miadzin
- Mignoré
- Minfla
- Minignan
- Moapé
- Molonou
- Molonou-Blé
- Momirasso
- Monga
- Mongbara
- Monoko Zohi
- Monongo
- Mont Korhogo
- Morokinkro
- Morokro
- Morondo
- Moronou
- Moussobadougou

### N
- N’dakro
- N’dénou
- N’déou
- N’douci
- N’douffoukankro
- N’doukahakro
- N’gangoro-Attoutou
- N’Ganon
- N’Gattadolikro
- N’Gattakro
- N’Gban Kassê
- N’gohinou
- N’Goloblasso
- N’gribo-Takikro
- N’guessan-Brindoukro
- N’Guessankro (Béoumi) (departamentul Béoumi)
- N’Guessankro (Bongouanou) (departamentul Bongouanou)
- N’guiémé
- N’Guyakro
- N’Zécrézessou
- N’Zi-N’Ziblékro
- N’Zianouan
- N’Zué-Kokoré
- Nafana (Ferkessédougou) (departamentul Ferkessédougou)
- Nafana (Prikro) (departamentul Prikro)
- Nafana Sienso
- Nafoun
- Nahio
- Namahounondougou
- Namané
- Namassi
- Nambingué
- Nandjélé-Ségbéré
- Napié
- Nassian
- Nébo (Divo)
- Néguépié
- Néko
- Nézobly
- Niablé
- Niakaramandougou
- Niakoblognoa
- Niamana (Odienné)
- Niambézaria
- Niazaroko
- Nidrou
- Niédiékaha
- Niellé
- Niéméné
- Nigui Assoko
- Nigui Saff
- Niofoin
- Niokosso
- Niorouhio
- Niouldé
- Nizahon
- Noé (Tiapoum)
- Nofou
- Nouamou

### O
- Odienné
- Offa (Agboville)
- Offoumpo
- Oghlwapo
- Ogoudou
- Okrouyo
- Olodio
- Ondéfidouo
- Ono
- Orbaff
- Oress-Krobou
- Ottawa
- Ottopé
- Ouangolodougou
- Ouaninou
- Ouattaradougou
- Ouédallah
- Ouellé
- Ouéoulo
- Ouffouédiékro
- Oumé
- Oupoyo
- Ouragahio
- Ouréguékaha
- Ousrou
- Ouyably-Gnondrou

### P
- Pacobo
- Pakouabo
- Pambasso-Diédou
- Pangalakaha
- Paoufla
- Papara (Tengréla)
- Para (Tabou)
- Pauly
- Péguékaha
- Péhé
- Péhékanhouébli
- Pélézi
- Pétigoa 2
- Petit Guiglo
- Pinda-Boroko
- Pinhou
- Pitiengomon
- Plateau
- Pleuro
- Podiagouiné
- Podoué
- Pogo (Ouangolodougou)
- Pokréagui
- Ponondougou
- Port-Bouët
- Poumbly
- Pranouan
- Prikro

### R
- Raviart
- Roa
- Rubino

### S
- Saboudougou
- Sago
- Sahébo
- Sahuyé
- Saïoua
- Sakassou
- ((Sakahouo))
- Sakré
- Samango
- Samanza
- Samatiguila
- Saminikro
- San-Pédro
- Sandala
- Sandégué
- Sandougou-Soba
- Sangouiné
- Sankadiokro
- Santa (Biankouma) (département de Biankouma)
- Santa (Touba) (département de Touba)
- Sapli-Sépingo
- Sarhala
- Sassako Bégnini
- Sassandra
- Satama-Sokoro
- Satama-Sokoura
- Satikran
- Satroko
- Sébédoufla
- Séguéla
- Séguélon
- Séileu
- Séitifla
- Sémien
- Sépikaha
- Sérébissou
- Sérihi
- Seydougou
- Sianhala
- Siansoba
- Siempurgo
- Sifié
- Sikensi
- Sikolo
- Silakoro
- Sinématiali
- Sinfra
- Singo
- Siolokaha
- Sipilou
- Sirana
- Sirasso
- Siriho
- Sissédougou
- Soaékpé-Douédy
- Soba (Korhogo)
- Soba-Banandjé
- Sohouo
- Sokala-Sobara
- Sokoro
- Sokorodougou
- Sokourala-Mahou
- Sokrogbo
- Sokrogbo-Carrefour
- Sominassé
- Somokoro
- Songan
- Songon
- Songori
- Sononzo
- Sorobango
- Soubré
- Soukourougban
- Soungassou
- Subiakro

### T
- Taabo
- Taabo-Village
- Tabagne
- Tabayo 1
- Tabléguikou
- Taboth
- Tabou
- Tafiré
- Tagadi
- Tahakro
- Tahibly
- Taï
- Takikro
- Takoréagui
- Talahini Tomora
- Tambi
- Tanda
- Tangafla
- Tanguélan
- Tankessé
- Taoudi
- Tapéguia
- Tawara
- Téapleu
- Téguéla
- Téhini
- Téhiri
- Tendéné-Bambarasso
- Tengréla
- Tézié
- Tiagba
- Tiapoum
- Tiassalé
- Tibéita
- Tié N’diékro
- Tiébissou
- Tiédio
- Tiégba
- Tiékpé
- Tiémé
- Tiémélékro
- Tiénindiéri
- Tiéningboué
- Tienko (département de Minignan)
- Tienko (département de Touba)
- Tienkoikro
- Tiény-Séably
- Tiéolé-Oula
- Tiéviéssou
- Timbé
- Tinhou
- Tiobly
- Tioro
- Tofla
- Togoniéré
- Toliesso
- Tomono
- Tonla
- Torossanguéhi
- Tortiya
- Totrodrou
- Touba
- Toubalo
- Tougbo
- Touih
- Toukouzou
- Toulepleu
- Toumodi
- Toumodi-Sakassou
- Toumoukoro
- Toupah
- Toutoubré
- Trafesso
- Transua
- Treichville

### V
- Vaafla
- Vao
- Varalé
- Vavoua
- Vouéboufla

### W
- Walèbo
- Waté
- Wonséaly
- Worofla

### Y
- Yaakro
- Yabayo
- Yacolidabouo
- Yakassé-Attobrou
- Yakassé-Feyassé
- Yakassé-Mé
- Yakpabo-Sakassou
- Yala (Vavoua)
- Yamoussoukro
- Yaossédougou
- Yaou
- Yapleu
- Yelleu
- Yérétiélé
- Yézimala
- Yobouakro
- Yocoboué
- Yokoréa
- Yoourédoula
- Yopohué
- Yopougon
- Yorobodi
- Yorodougou
- Yrozon

### Z
- Zagné
- Zagoréta-Gadouan
- Zagoué (Man)
- Zaguiéta
- Zaguinasso
- Zahia
- Zaïbo
- Zakoéoua
- Zaliohouan
- Zambakro
- Zanzansou
- Zanzra
- Zaranou
- Zatta
- Zéaglo
- Zébouo Nord (Daloa Nord)
- Zébra
- Zédé-Dianhoun
- Zégo
- Zéménafla-V
- Zéo
- Zérégbo
- Zialégréhoa (Grand-Zia)
- Ziki-Diès
- Zikisso
- Ziogouiné
- Zirifla
- Zokoguhé
- Zonneu
- Zorofla
- Zou
- Zouan-Hounien
- Zouatta
- Zougounéfla
- Zoukougbeu
- Zoukpangbeu
- Zoupleu
- Zraluo
- Zro
- Zuénoula